# Llista de països que s'han independitzat d'Espanya
La llista de països que s'han independitzat d'Espanya és una llista de països que van deixar de formar part d'Espanya per proclamar la independència, o ocasionalment per l'incorporació a un altre país, tal com es veu en el mapa de sota. Aquests processos van succeir en períodes i regions mundials diferents que començant pel segle XVII (Portugal).

## Ones d'independència
Des dels seus començaments en el segle xvi, l'Imperi Espanyol va conquerir les àrees noves que comencen fora del seu nucli Castellà. El 1597, la corona Espanyola (Castellana) va perdre els Països Baixos (Holanda). El 1640, Portugal trencà amb les relacions amb Espanya després que Felip II l'havia incorporat als seus dominis el 1581. Una segona onada d'independència va arribar després de la Independència de les Tretze Colònies d'Amèrica del Nord i la batalla de Trafalgar que marcà el final de l'hegemonia Atlàntica espanyola. Veneçuela (1811), sota la influència de la Real Compañía Guipuzcoana de Caracas, va esperonar i escampar els moviments d'independència d'Amèrica Central i del Sud, liderats per Simon Bolivar.
Durant la Restauració espanyola en el segle xix tardà, les últimes colònies importants Cuba, Puerto Rico i Filipines van tallar llaços amb la metròpoli amb el suport dels Estats Units. A partir dels anys 50 del segle xx, Espanya va perdre les últimes terres continentals a l'Àfrica, el protectorat espanyol dins Marroc, Ifni, Guinea Equatorial i el Sàhara Occidental.

Mapa de colònies espanyoles anteriors i possessions (amb els noms en basc).